# Бризицький Дмитро Михайлович
Дмитро Михайлович Бризицький (в інших документах також Брезицький або Бризіцький) (28 вересня 1934, село Городиславичі Томашівського повіту, тепер Польща — 13 липня 2000, смт. Великий Любінь Городоцького району Львівської області) — український радянський діяч, голова колгоспу імені ХХ з'їзду КПРС смт. Великий Любінь Львівської області. Герой Соціалістичної Праці (24.12.1976).

## Біографія

### Походження
Походив з селянської родини українців Холмщини. Родина пережила низку переселень. Так, в 1915 році під час так званого «біженства» — депортаційних акцій російського командування за принципом «випаленої землі» — було вивезено значну кількість цивільного населення з прифронтових губерній Російської імперії. Дід, Бризіцький Михайло Филипович (1875 р.н.), та батько, Бризіцький Михайло Михайлович (1902 р.н.), опинилися в Тамбовській губернії і повернулись лише у 1920 році.
До початку Другої світової війни батько, Михайло Михайлович, встиг купити 20 моргів поля (близько 10 га), однак наприкінці 1942 — початку 1943 родину переселяють вдруге — до польського села Буковина Білґорайського повіту, оскільки німці очищали території для заселення її німецькими бауерами (фермерами). Однак там українці піддавалися нападам польських боївок і в другій половині 1943 року родина повернулася в Городиславичі.
У квітні 1944 року батько, Михайло Михайлович Бризицький, разом зі священником, дяком та іншими впливовими жителями села, був забраний польською боївкою та розстріляний в районі села Зимнє.
У листопаді — грудні 1944 року Дмитра Бризицького разом з дідом Михайлом Филиповичем, матір'ю Євою Андріївною (1907 р.н.), сестрою Ніною (1926 р.н.) та братами Йосипом (1929 р.н.) і Петром (1943 р.н.) радянська влада переселяє до Червоноармійського (з 1966 року — Вільнянського) району Запорізькою області. Відповідно до документів покинуте майно складалося з житлового будинку (147 кв.м.), комори (82 кв.м.), стодоли (255 кв.м.), 9,18 га землі, з якої орної — 7,16 га.
Влітку 1946 року, в надії повернення на рідну землю, родина разом з іншими переселенцями вирушає на захід. Більшість їде потягом, однак дехто два місяці йде пішки з коровою.
Восени 1946 року частина переселенців (6 родин) осідає в селі Долинянах поблизу Городка, а решта у Великому Любені. Родина Бризицьких перший час живе на квартирі в родині Солов'їв. Згодом їм було надано хату переселених поляків на вулиці Львівській, 70, що поруч з приміщенням селищної ради.

### Життєпис
У 1949 році Дмитро Бризицький закінчив курс семирічної школи.
У 1949—1952 роках — навчання в школі фабрично-заводського учнівства у Львові.
З березня по червень 1952 року — робітник, десятник дорожньо-будівельного управління відділу шосейних доріг УМВС у Львівській області.
З серпня 1952 по квітень 1958 року — строкова та два роки понадстрокової військової служби старшиною на Камчатці та Курильських островах.
Член КПРС.
У 1958—1961 роках — робота в колгоспі: завідувач гаража, секретар первинної партійної організації.
У 1961—1965 роках — навчання у Вищій партійній школі при ЦК КП України.
25 січня 1965 — 18 липня 1997 року — голова колгоспу імені ХХ з'їзду КПРС (після здобуття незалежності — спілки селянських господарств «Любінська») смт. Великий Любінь Городоцького району Львівської області. Станом на 1977 рік в колгоспі працювало більше 600 осіб. Колгоспом побудовано середню школу, три медпункти, два будинки культури, 8-річну школу.
У 1976 році обирався делегатом XXV з'їзду Комуністичної партії України.
Указом Президії Верховної Ради СРСР від 24 грудня 1976 року за видатні успіхи, досягнуті у Всесоюзному соціалістичному змаганні, виявлену трудову доблесть у виконанні планів і соціалістичних зобов'язань по збільшенню виробництва і продажу державі сільськогосподарських продуктів у 1976 році, Дмитрові Михайловичу Бризицькому присвоєно звання Героя Соціалістичної Праці з врученням ордена Леніна і золотої медалі «Серп і Молот».
З 1997 року — на пенсії в селищі Великий Любінь Городоцького району Львівської області. Помер 13 липня 2000 року.

### Родина
Дружина: Бризіцька (Процак) Ольга Йосипівна (8.03.1939 р.н.), одружились 28 вересня 1959 року.
Діти: Галина Бризіцька (1960 р.н.), Любов Бризіцька (1962 р.н.), Ігор Бризіцький (1966 р.н.).

## Нагороди
- Герой Соціалістичної Праці (медаль «Серп і Молот») (24.12.1976 (№ 18601))
- два ордени Леніна (6.09.1973 (№ 441892), 24.12.1976)
- орден Трудового Червоного Прапора (8.04.1971 (№ 625047))
- медалі